# Luigi Dentice
Luigi Dentice (né à Naples en 1510 – mort dans la même ville en 1566) est un compositeur, chanteur et luthiste italien, ainsi qu'un théoricien de la musique. Il était au service de la famille Sanseverino. Il était le père de Fabrizio Dentice (ca. 1539–1581) et le grand-père de Scipione Dentice.

## Biographie
Dentice est issu d'une famille noble. Quand son père est décédé, vers 1561, il a hérité du titre de baron de Viggiano. Il a épousé Vincenza Caracciolo, qu'il laissa veuve vers 1566 avec deux petits enfants. Dans les années 1550, les membres de la famille Dentice, tous musiciens, ont voyagé en Espagne. Luigi Dentice avait une voix de sopraniste.
Son œuvre principale sur la théorie musicale, Duo dialoghi della musica (Rome, 1553), est constituée par une collection de mélodies sur des textes grec et latin, traduits en italien avec des commentaires de Dentice. Le titre annonce un dialogue sur la théorie et un sur la pratique. Le texte est entrecoupé de commentaires sur la musique et sur les musiciens contemporains. Il comprend également des opinions de l'auteur sur la « musica ficta », ainsi que sur la pratique de la monodie plus tard développée par Giulio Caccini et d'autres compositeurs.

## Œuvres
- Mélodies dans une collection posthume Arie Raccolti, publiée par Rocco Rodio, Naples 1577.

## Discographie
- Deux mélodies: Come t'haggio lassata, o via mia? Chi me l'havesse dett', o via mia? on Napolitane - villanelle, arie & moresche (1530-70). Ensemble Micrologus, Cappella della Pietà de' Turchini dir. Florio, Opus111 1999

## Source
- (it) Cet article est partiellement ou en totalité issu de l’article de Wikipédia en italien intitulé « Luigi Dentice » (voir la liste des auteurs).